# Золотая Сопка (станция)
Золота́я Со́пка — узловая железнодорожная станция Челябинского региона Южно-Уральской железной дороги, расположенная на южной окраине города Троицка Челябинской области.

## История
Станция возникла в связи с прокладкой веток на Кустанай и Орск. Название посёлка и станции Золотая Сопка пошло с легкой руки строителей. Назвали так не потому, что здесь было месторождение золота, а потому, что в логотине реки Чернушки, через которую лежала караванная торговая дорога (ответвление Великого Шёлкового пути), «лихие люди» — разбойники — грабили возвращавшихся с Троицкой ярмарки купцов, причем брали только золото и драгоценные камни.